# Montfroc
 Montfroc  es una comuna francesa situada en el departamento de Drôme, en la región Auvergne-Rhone-Alpes.

## Demografía
| 70 | 44 | 45 | 87 | 71 | 76 |
| Para los censos de 1962 a 1999 la población legal corresponde a la población sin duplicidades (Fuente: INSEE [Consultar]) |    |    |    |    |    |